# Гендерный подкол

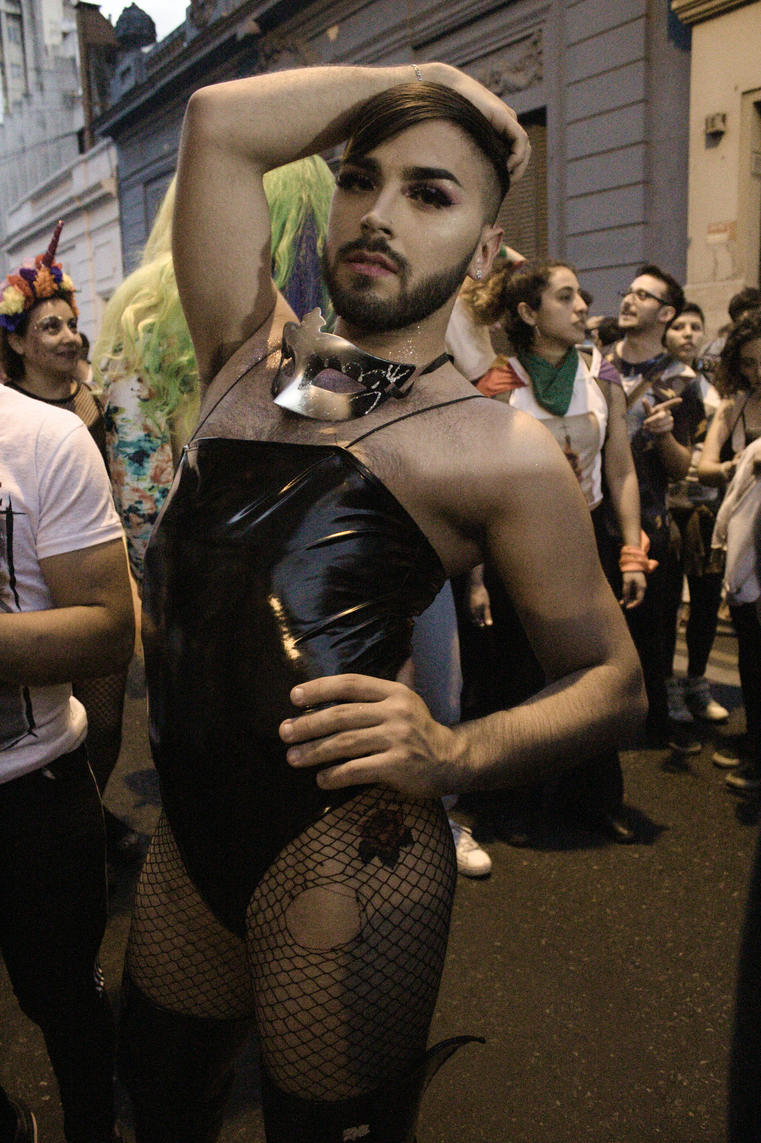
Персона, ведущая себя гендерно неконформно

Ге́ндерный подко́л (гендер-бендинг, гендерфак от англ. genderfuck ← gender + fuck) — осознанное поведение индивида, выражающееся в отказе от следования традиционным «гендерным ролям», соответствовать традиционному пониманию «гендерных идентичностей» или «гендерным репрезентациям».

## Социальные практики
Принципиальным моментом практик гендерного подкола является осознанное действие по отказу от выражения личности в рамках какой-либо распознаваемой гендерной идентичности. Для этого зачастую используются пародия и преувеличение, чтобы показать размытость и отступление от гендерных ролей, чтобы выразить их искусственность или чтобы создать гендерное несоответствие и двусмысленность абсолютной оппозиции мужского/женского.

## История
Гендерный подкол логически вытекает из движений во имя политики идентичностей 1950−60-х годов, основной принцип которых: личное — есть политическое, из чего и рождаются публичные идентичности.
Сам термин относится как минимум к 1979 году, когда в журнале Gay Sunshine появилась статья Кристофера Лонка (Christopher Lonc) «Гендерный подкол и его прелести» (Genderfuck and Its Delights). Лонк писал: «Я хочу критиковать и высмеивать роли женщин, также как и мужчин. Я хочу узнать и продемонстрировать, каким ненормальным я могу быть. Я хочу показать всю глупость космологии строгих половых ролей и сексуальных идентичностей и уничтожить их».